# 薩拉皮基河
10°40′59″N 83°57′23″W / 10.68306°N 83.95639°W
薩拉皮基河（西班牙語：Río Sarapiquí），是哥斯達黎加的河流，位於該國中北部，屬於聖胡安河的支流，是薩拉皮基縣的東部邊緣，河道全長85公里，流域面積1,923平方公里。